# Anton Rosen
Anton Sophus Rosen, född 13 september 1859 i Horsens, död 2 juli 1928 i Köpenhamn, var en dansk arkitekt och möbelformgivare.

## Biografi
Anton Rosen växte upp i Köpenhamn och var son till en murare.  Han utbildade sig på Det Kongelige Danske Kunstakademi 1877-82 och fick anställning hos Vilhelm Dahlerup. År 1883 flyttade han till Silkeborg för att övervaka byggandet av badet i Silkeborg. År 1889 gifte sig Rosen med Martine Heegaard Grabow (1853-1945), dotter till hotellägaren Heegaard Grabow i Silkeborg, vilket gav honom personliga långvariga band med staden. Genom åren ritade han ett flertal byggnader i Silkeborg, såsom vattentornet och skorstenen på Silkeborgs pappersfabrik. Hans samarbete med Vilhelm Dahlerup, 1883-84 och 1890-96, influerade också hans senare verk.
Rosen deltog i många av de stora utställningar som var populära runt sekelskiftet 1900, inklusive som huvudarkitekt vid Nationalutställningen i Århus 1909. Hans framgångar där ledde till en titulärprofessur vid konstakademien. Han fick också Eckersbergmedaljen 1909.

## Verk i urval
- Vattentornet i Silkeborg, Silkeborg (1902)
- Savoy Hotel, Løvenborg, Vesterbrogade 31, Köpenhamn (1906)
- Vesterbrogade 40-42, Köpenhamn (1909)
- Metropolbyggnaden, Fredriksbergsgade 16, Köpenhamn (1909)
- Palace Hotel, Köpenhamn (1907-10)
- Ole Rømer-observatoriet i Århus (1910-11)
- Administrations- och laboratoriebyggnaden på Tuborgbryggeriet, Strandveijen i Hellerup (1912-14)

## Utmärkelser
- Professors namn,  1909[7]
- Eckersbergmedaljen,  1909[4]
- Riddare av Dannebrogorden,  1923[7]
- Dannebrogsmännens hederstecken,  1925[7]

[Redigera Wikidata]

## Fotogalleri

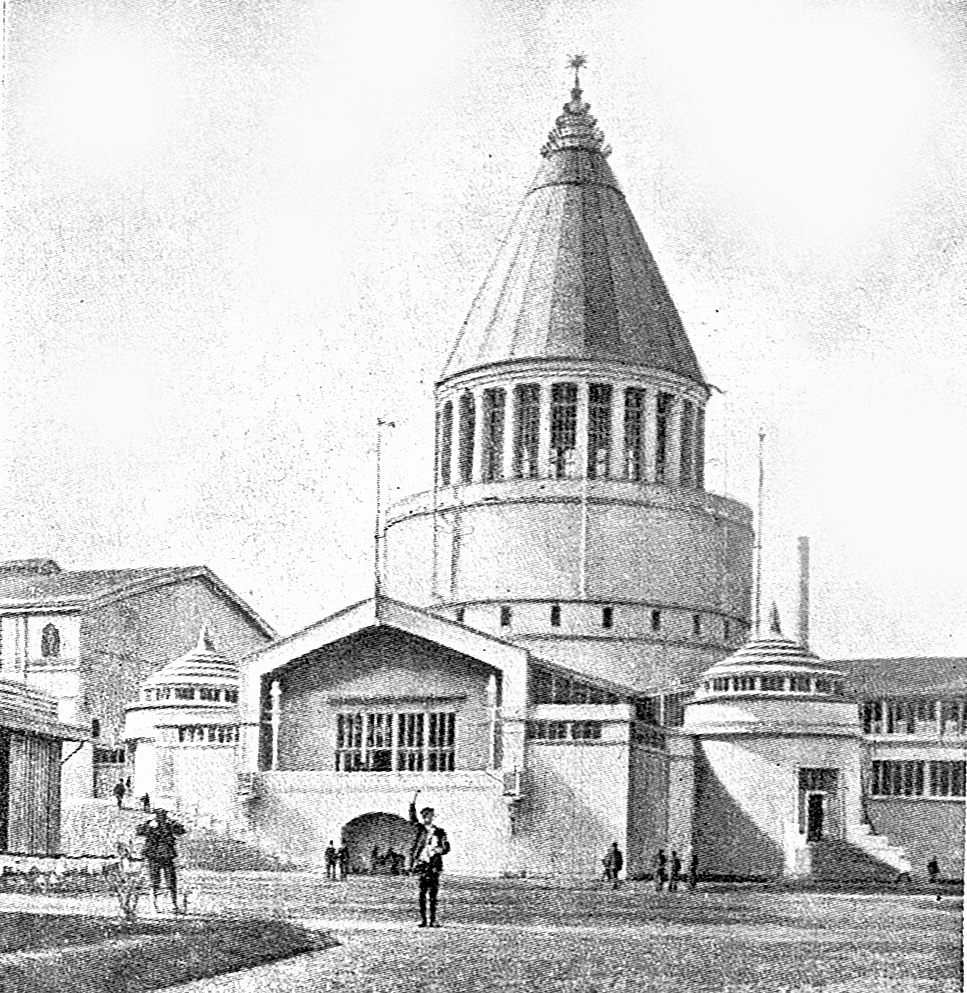
Elektricitetshuset på Nationalutställningen i Århus 1909
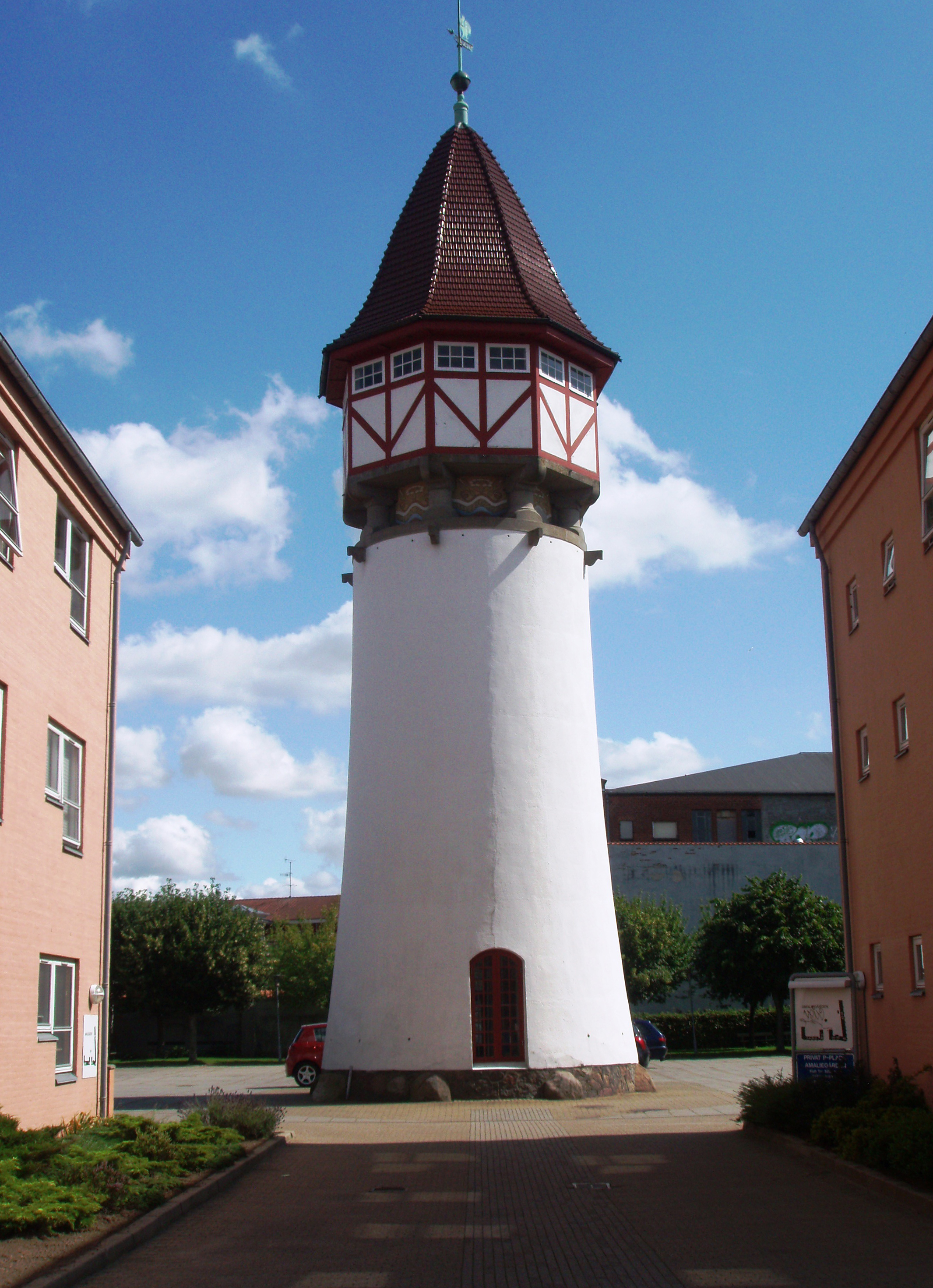
Vattentornet i Silkeborg, Silkeborg 1902
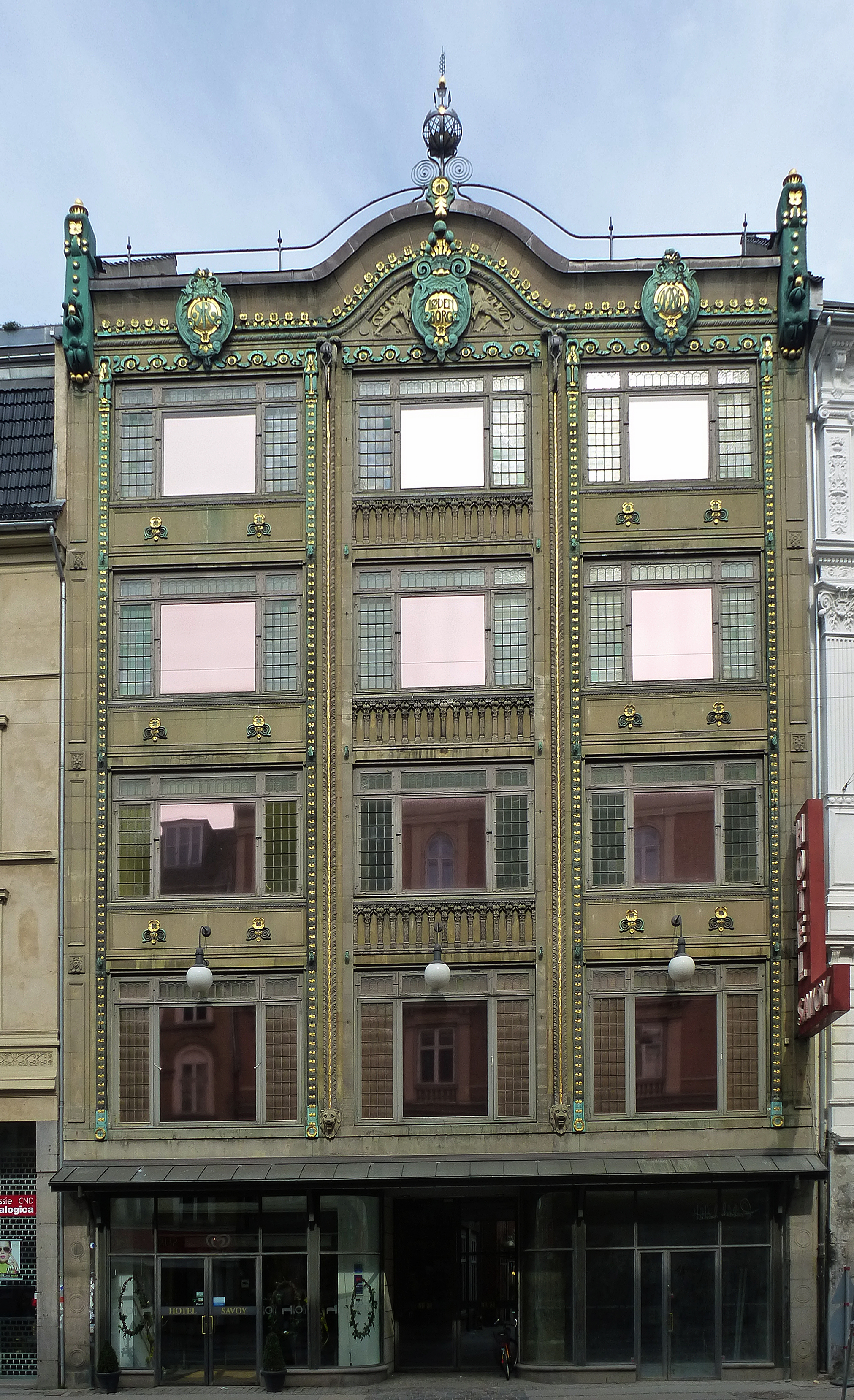
Savoy Hotel, Løvenborg, i Köpenhamn
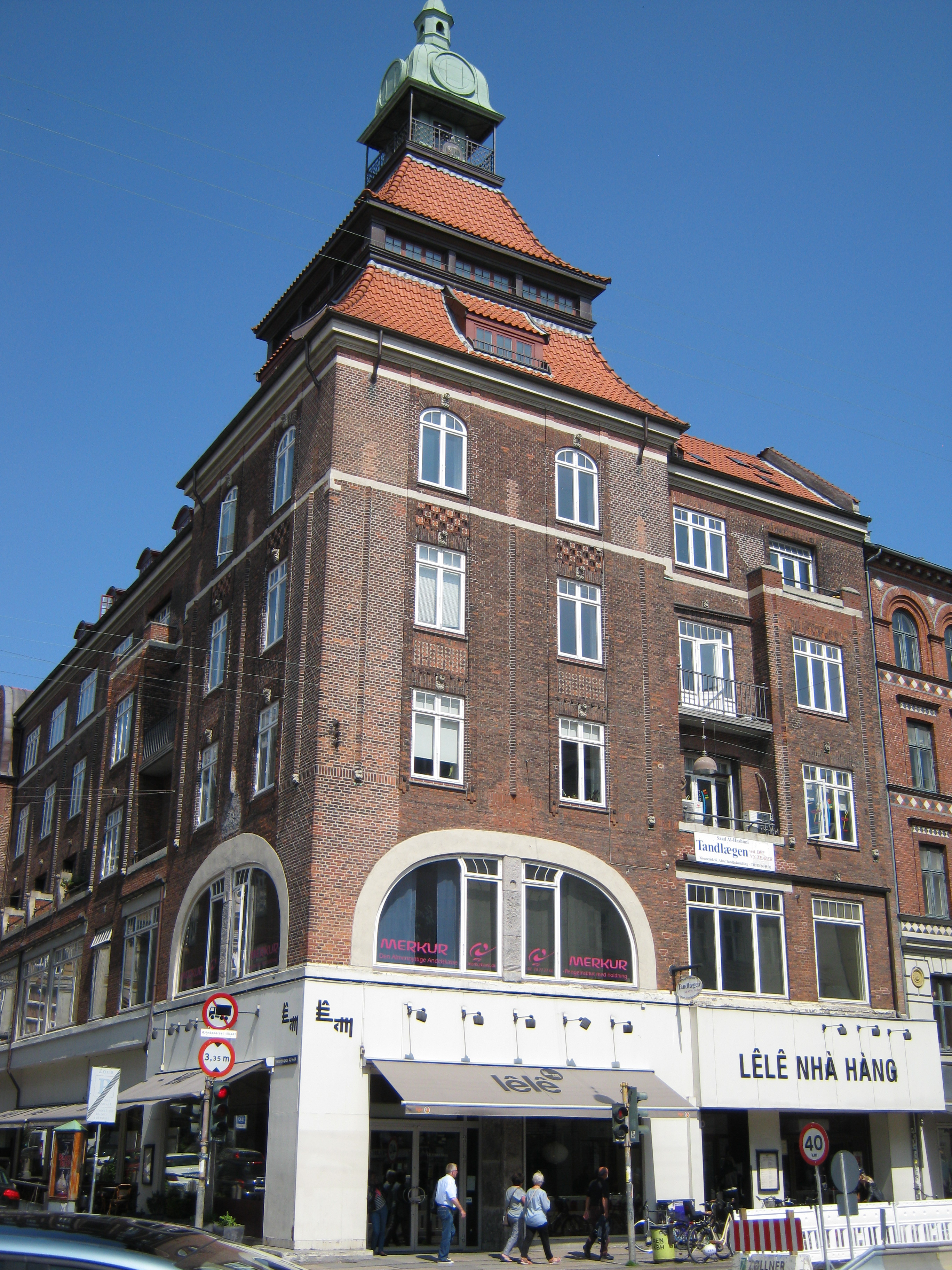
Vesterbrogade 40 i Köpenhamn
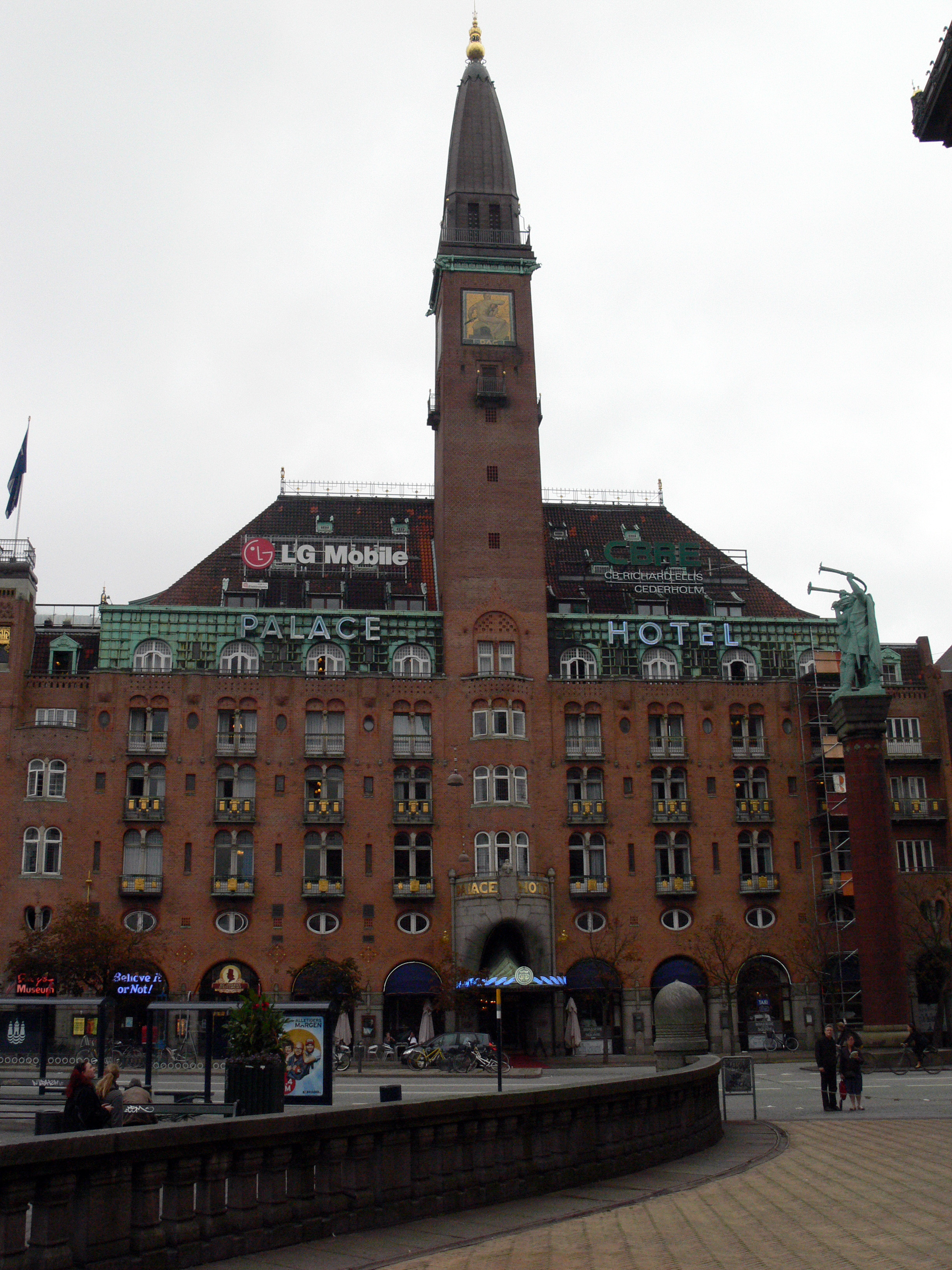
Palace Hotel i Köpenhamn 1910
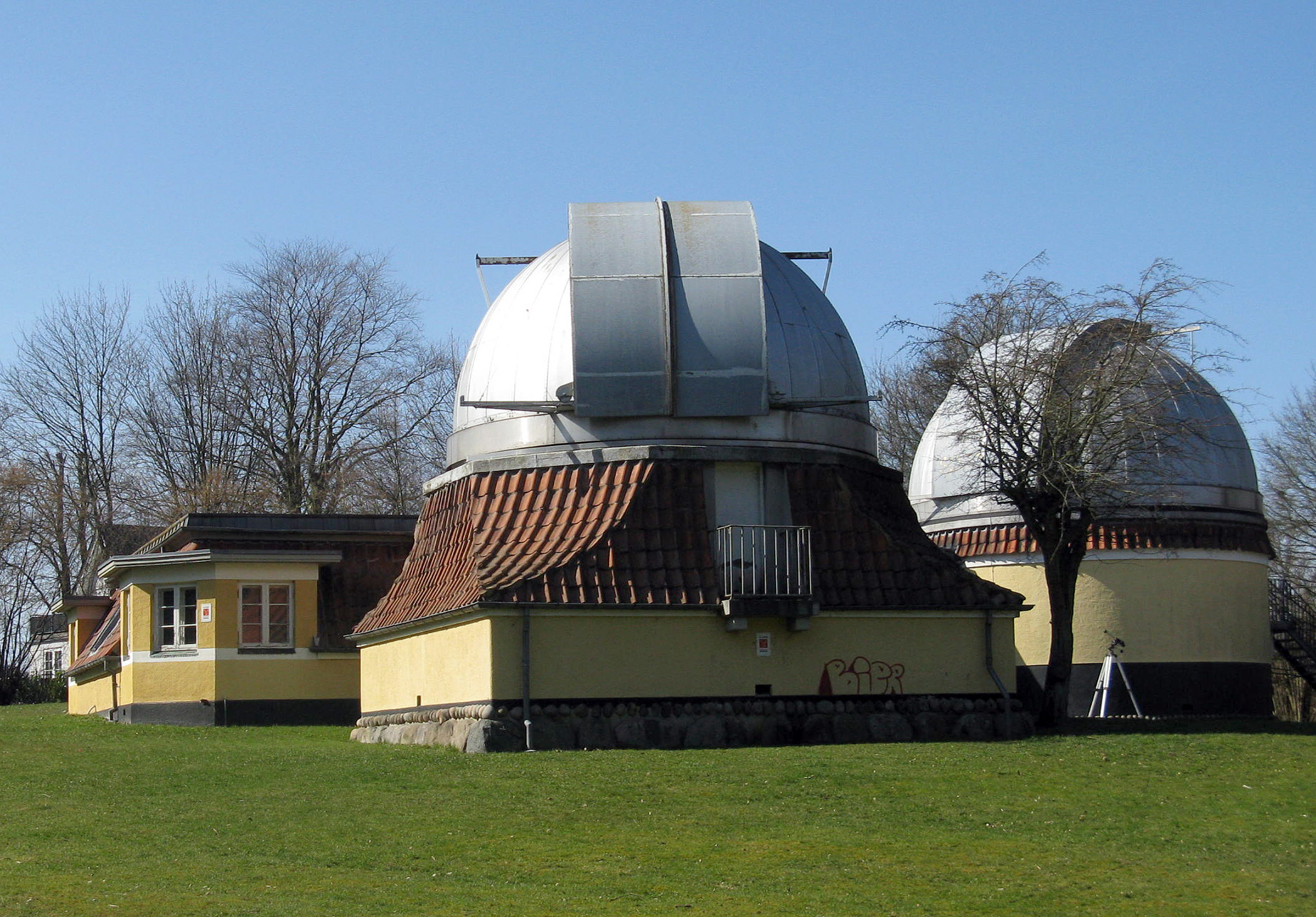
Ole Rømer-observatoriet i Århus 1911